# Allen Gilbert
Allen „Al“ Gilbert (* 1939; † 15. Juli 2006 in Los Angeles, USA) war ein US-amerikanischer Dreibandspieler, mehrfacher US-Champion, Autor und Billardlehrer.

## Karriere
Der in Los Angeles wohnende Gilbert war neunfacher US-Dreiband-Champion, Autor eines Billardbuches über das Stellungsspiel im Dreiband (Diamantsystem) und angesehener Billardlehrer. 1999 wurde er vom Billiards Digest zu den 50 besten Spielern der USA des 20. Jahrhunderts gezählt. Gilbert nahm erstmals 1968 in Düren an der Dreiband-Weltmeisterschaft teil. Bis 1988 spielte er insgesamt 11 Weltmeisterschaften, wo er bei der heimischen WM 1978 in Las Vegas mit dem fünften Platz seine beste Platzierung erreichte. Beim ersten Dreiband-Weltcup 1986 in Paris erreichte er hinter dem Belgier Raymond Ceulemans und Nobuaki Kobayashi aus Japan die Bronzemedaille. 1988 erreichte er das Finale des Dreiband Grand Prix in Antwerpen, musste sich dort aber dem Schweden Torbjörn Blomdahl geschlagen geben.
Gilbert starb nach langer Krankheit im Juli 2006 im Veterans Administration Hospital in West Los Angeles.

## Erfolge
- US-amerikanische Dreiband-Meisterschaft:  1968, 1970, 1971, 1977, 1988   1969, 1972, 1979, 1984, 1985, 1986, 1987, 1993 •  1983, 1989
- Dreiband-Weltcup:  1986/1
- Dreiband Grand Prix:  1988/3
- Champ of Champions: 4×[5][6][7]

## Veröffentlichungen
- Allen Gilbert: Systematic Billiards. 1977, S. 64 (englisch).